# Lubin Baugin
Lubin Baugin (Pithiviers, 1610-París, julio de 1663), pintor francés de escenas religiosas y naturalezas muertas en las que está presente el caravagismo.
Llamado por sus coetáneos «le petit Guide» («el pequeño Guido»), por su semejanza estilística con Guido Reni, Baugin pintó sobre todo escenas sagradas. Los cinco sentidos, su célebre naturaleza muerta, es una excepción. El Museo del Louvre hay una Sagrada familia suya.

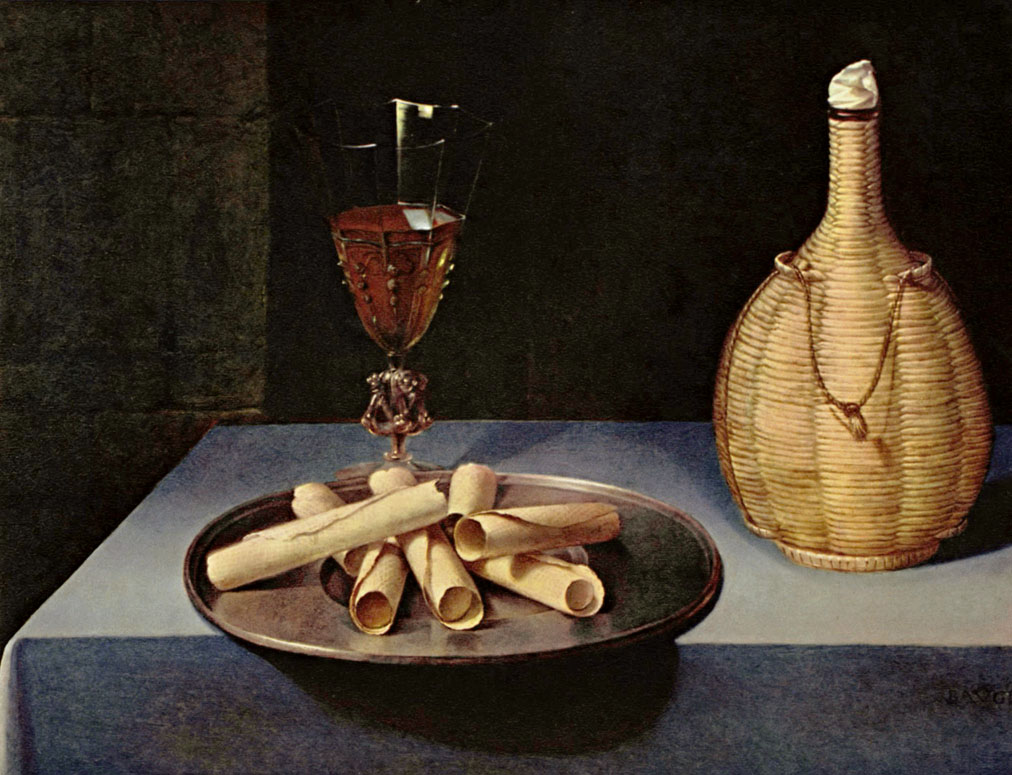
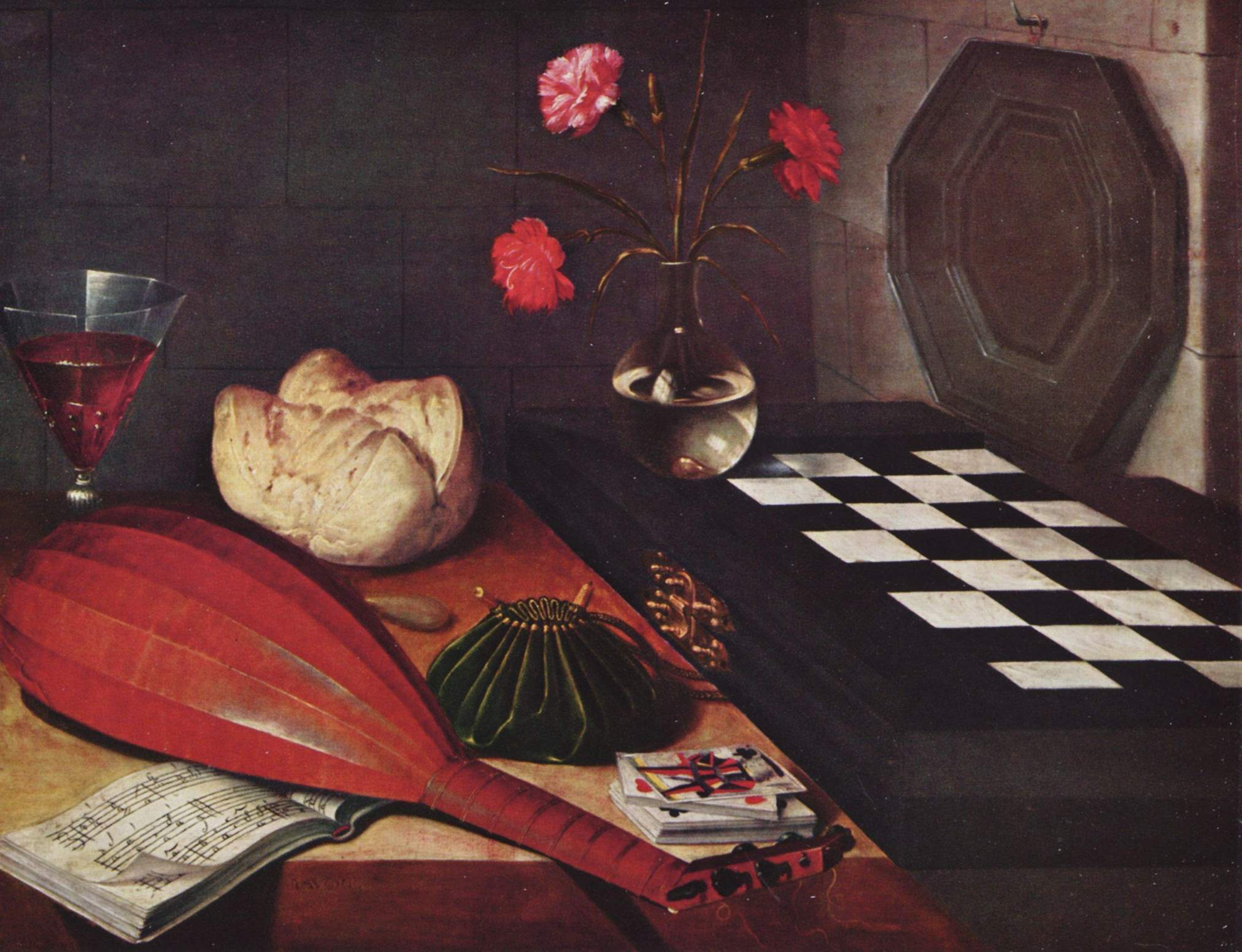
Les cinq sens